# Lepnica biała

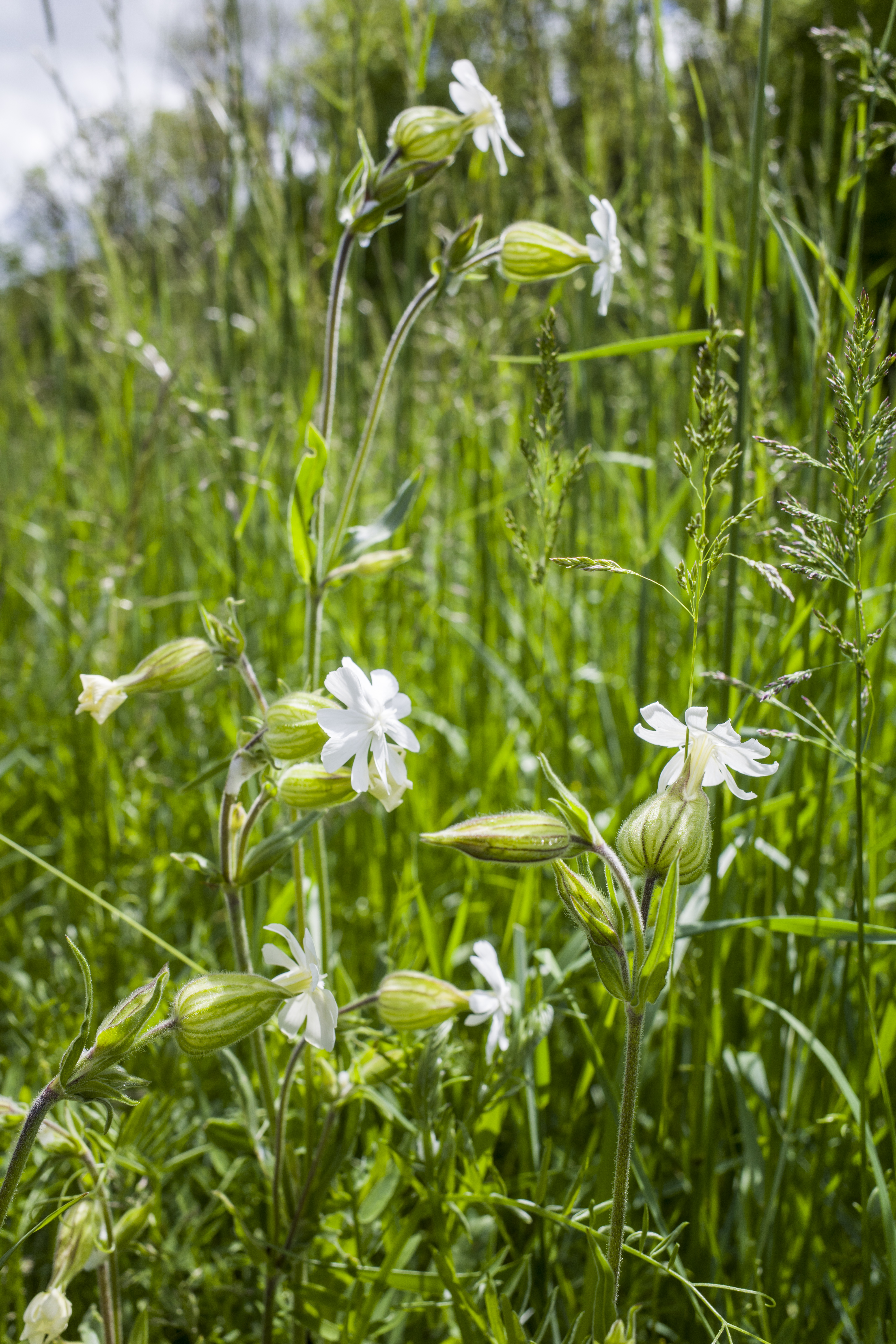
Pokrój

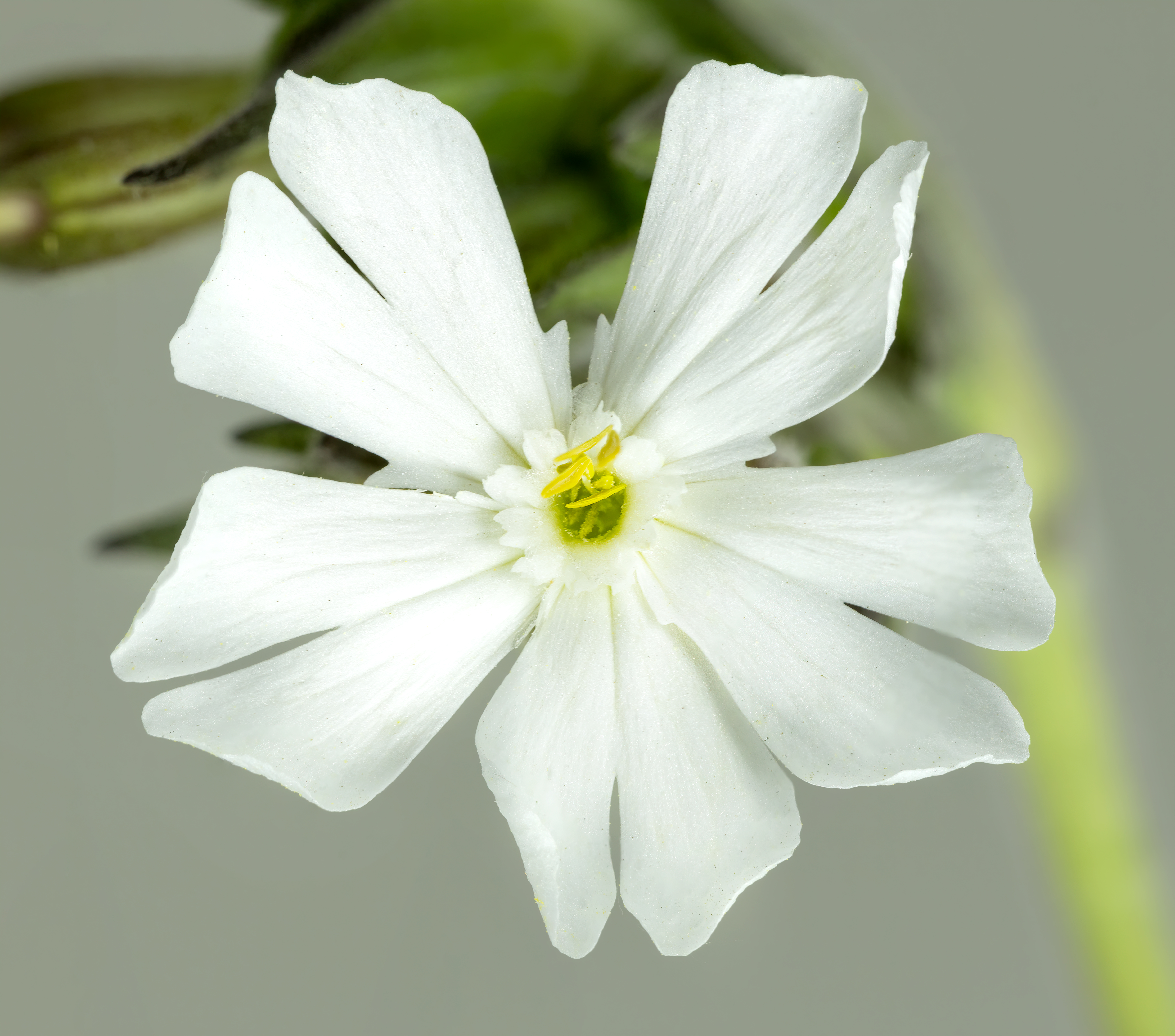
Kwiat ♂

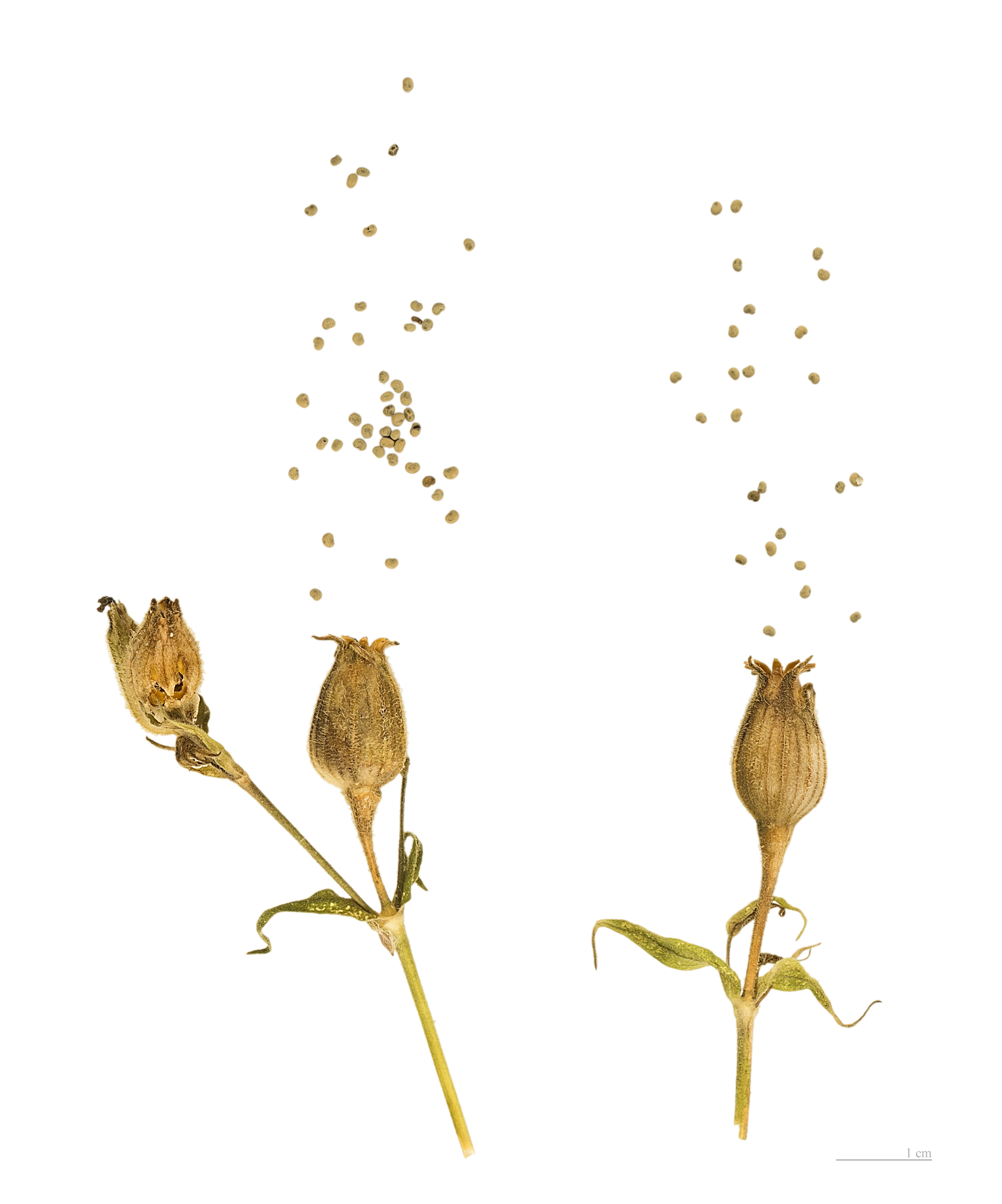
Owoce i nasiona

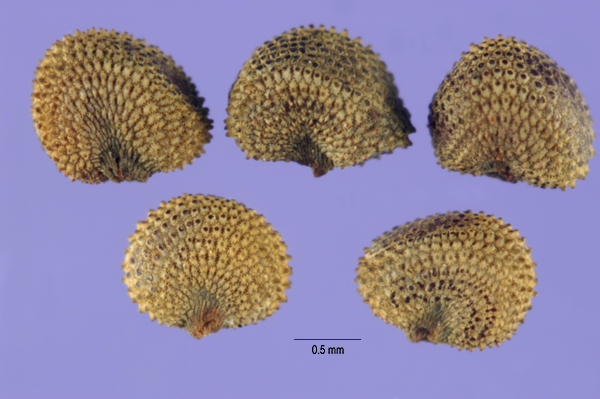
Nasiona

Lepnica biała, lepnica szerokolistna, bniec biały, bniec łąkowy (Silene latifolia Poir.) – gatunek rośliny należący do rodziny goździkowatych.

## Rozmieszczenie geograficzne
Rodzimy obszar występowania tego gatunku obejmuje Europę, zachodnią Azję i północną Afrykę. Wprowadzony i zadomowiony został w Ameryce Północnej. Rozprzestrzeniła się także w innych rejonach świata i obecnie występuje również w Azji Wschodniej (Sachalin, Korea, Japonia), Ameryce Południowej (Wenezuela), niektórych krajach Afryki, w Australii i na Nowej Zelandii. W Polsce jest pospolita na całym niżu i w niższych położeniach górskich. Według niektórych źródeł jest w Polsce archeofitem.

## Morfologia
ŁodygaProsto wzniesiona, rozgałęziona, dorasta do 1 m wysokości. Miękko owłosiona, w obrębie kwiatostanu gruczołowato owłosiona. Rozgałęzia się u podstawy, ale nie tworzy płonnych różyczek liściowych.
LiścieUlistnienie naprzeciwległe. Dolne liście jajowate, zwężone ku nasadzie, długości do 10 cm, krótkoogonkowe, zebrane w różyczki liściowe. Górne liście lancetowate, siedzące. Liście są całobrzegie i miękko owłosione.
KwiatyDuże, o średnicy 2–3 cm, o białej koronie i głęboko wciętych płatkach, przeważnie jednopłciowe, osadzone na szeroko rozgałęzionych szypułkach. Szypułki różnej długości, wyrastają z kątów liści lub na szczytach pędów. Kwiaty żeńskie mają większe kielichy, rozdęte i beczułkowate, słupek z 5 znamionami, kielichy mają 20 brązowych prążków. Kwiaty męskie o smuklejszych, walcowatych lub butelkowatych kielichach, które mają 10 brązowych prążków. Kielichy przeważnie bladozielone, czasem białawe, o ciemnozielonych lub czerwonawych nerwach, gruczołowato owłosione.
OwoceSiedząca, jednokomorowa torebka o 5–10 wyprostowanych ząbkach. Szare nasiona o długości do 1,5 mm, silnie brodawkowane, zebrane w jajowatej torebce okrytej trwałym, brązowym kielichem.
KorzeńPalowy, przeważnie gruby, rozgałęziony, rośnie na głębokość ponad 1 m. Zawiera węglowodany i saponiny, w większych ilościach jest trujący.

## Biologia i ekologia
RozwójRoślina jednoroczna, sporadycznie dwuletnia lub wieloletnia. Zimują różyczki liściowe. Kwitnie od czerwca do września, kwiaty zapylane są przez ćmy. Otwierają się dopiero wieczorem, wydzielając silny zapach. Mały przykoronek uniemożliwia dojście drobnym owadom do nektaru. Rozmnaża się przez nasiona, ale także wegetatywnie przez pączki na korzeniach.
SiedliskoRośnie głównie na siedliskach ruderalnych (przydroża, nieużytki) i jako chwast na polach uprawnych, szczególnie w uprawach koniczyny, lucerny, roślin okopowych i zbóż. Występuje od niżu po położenia górskie. Preferuje gleby żyzne, bogate w azot. W klasyfikacji zbiorowisk roślinnych gatunek charakterystyczny dla SCl. Artemisietea.
Genetyka i zmiennośćLiczba chromosomów 2n = 54. Łatwo krzyżuje się z lepnicą czerwoną (Silene dioica), tworząc krzyżówkę S. × dubia o różowych kwiatach.
Korelacje międzygatunkoweJest chętnie zjadana przez zwierzęta (m.in. krowy, owce, kozy). Pasożytują na niej niektóre gatunki grzybów: Puccinia behenis powodujący rdzę, Erysiphe buhrii powodujący mączniaka prawdziwego, Microbotryum lychnidis-dioicae, Thecaphora saponariae, Aphanomyces cochlioides, Ramularia lychnidicola, Ascochyta cookei oraz żerują niektóre muchówki.

## Zastosowanie

### Roślina lecznicza
W średniowieczu i renesansie korzeń lepnicy białej był używany jako roślina lecznicza. W medycynie zaprzestano jego używania już w XVI wieku, w medycynie ludowej stosowano go jeszcze do XVIII wieku.
Surowiec zielarskiKorzeń lepnicy białej (Herba et Radix Melandrii albi seu Lychnidis lub Radix Saponariae albae) – zarówno korzeń, jak i ziele zawierają saponiny trójterpenowe (gipsogenina, kwas kwilajowy), polifenole, sterole – ekdysteroidy (np. ekdyzon, 2-dezoksy-20-hydroksyekdyzon) i flawonoidy (apigenina, izowiteksyna i luteolina). Korzeń działa silniej niż ziele.
DziałanieSilnie przeciwzapalne, anaboliczne, hamujące reakcje autoimmunologiczne, moczopędne, odtruwające krew, wzmagające krążenie limfy, oczyszczające węzły i grudki limfatyczne z antygenów, antyalergiczne, żółciopędne, lekko rozwalniające przy dłuższym stosowaniu (ponad 2–3 tygodnie), wykrztuśne, wzmagające ruchy migawkowe w drogach oddechowych, wzmagające perystaltykę jelit i żołądka.
ZastosowanieWedług Henryka Różańskiego nadaje się do leczenia reumatyzmu, chorób autoimmunologicznych, alergii, stanów zapalnych węzłów chłonnych, zastojów limfy, obrzęków limfatycznych, gruźlicy węzłów chłonnych, choroby Hashimoto, zapalenia płuc, opłucnej, gardła, krtani, oskrzeli, kaszlu, zakażeń układu oddechowego. obniżonego popędu płciowego u mężczyzn, artretyzmu. chorób śledziony, a także do degradacji biofilmu w układzie moczowym, pokarmowym i oddechowym (ale w połączeniu z ziołami fitoncydowymi lub antybiotykami), wspomaga też przyrost masy ciała. Zewnętrznie do leczenia łuszczycy, trądziku różowatego, atopowego zapalenia skóry.

### Roślina jadalna
Według Łukasza Łuczaja lepnice są roślinami trującymi. Henryk Różański podaje jednak, że na Ukrainie i Białorusi zjadano w niewielkich ilościach ziele lepnicy białej (zapewne w okresach głodu). W ilości do 30 g ziela dziennie nie powoduje zatruć. W Polsce lepnica biała nigdy nie była spożywana.

## Zwalczanie
Jako chwast w uprawach lepnica biała pojawia się dość rzadko, jednak gdy już występuje, zalecane jest jej zwalczanie. Rozkrzewia się silnie i konkuruje z roślinami uprawnymi o składniki pokarmowe, wodę i światło. Młode siewki może zagłuszyć. Usunąć z korzeniami ją trudno, gdyż sięgają do głębokości około 1 m, po skoszeniu zaś łatwo odrasta z pączków na szyjce korzeniowej.
Zapobiega się zachwaszczeniu pola przez używanie do siewu nasion oczyszczonych z chwastów, czyszczenie maszyn rolniczych z chwastów, płodozmian, prawidłowe zabiegi agrotechniczne przed założeniem uprawy, niszczenie chwastów w okolicach pól uprawnych. W ogródkach przydomowych można ją usuwać ręcznie przez wyrywanie wraz z korzeniem. Gdy na plantacji pojawi się w dużej ilości konieczne jest zwalczanie chemiczne. W programie ochrony roślin nie wyznaczono specjalnych preparatów do zwalczania lepnicy białej. Należy do tego celu używać herbicydów przeznaczonych do zwalczania chwastów dwuliściennych.

Przeczytaj ostrzeżenie dotyczące informacji medycznych i pokrewnych zamieszczonych w Wikipedii.